# Парисс, Клеман
Клеман Парисс (фр. Clément Parisse; род. 6 июля 1993 года, Эври, Иль-де-Франс) — французский лыжник, двухкратный бронзовый призёр Олимпийских игр (2018, 2022) и чемпионата мира (2019, 2021) в эстафете, специализируется на дистанционных гонках свободным стилем.

## Спортивная карьера
Дебют Клемана Парисса в Кубке мира состоялся 2 марта 2014 года в гонке на 15 км в финском Лахти.
В сезоне 2014/2015 года Парисс добился наибольшего успеха на юниорском уровне на чемпионате мира до 23 лет в Алма-Ате, где он занял 2 место в скиатлоне. В том же году Клеман впервые принял участие в чемпионате мира в шведском Фалуне, где дважды был 24-м в скиатлоне и разделке на 15 км. 
На Олимпийских играх 2018 года в Пхёнчхане Клеман Парисс завоевал бронзовую медаль в эстафете 4×10 км, лучший результат в личных гонках — 13 место в скиатлоне.  

## Результаты

### Олимпийские игры
| Олимпийские игры | Спринт | Командный спринт | 15 км раздельный старт | 15+15 км скиатлон | 50 км масс-старт | Эстафета |
| ---------------- | ------ | ---------------- | ---------------------- | ----------------- | ---------------- | -------- |
| 2018 Пхёнчхан    | —      | —                | 26                     | 13                | 24               | 3        |
| 2022 Пекин       | —      | —                | —                      | 30                |                  | 3        |

### Чемпионаты мира по лыжным видам спорта
| Чемпионат мира  | Спринт | Командный спринт | 15 км раздельный старт | 15+15 км скиатлон | 50 км масс-старт | Эстафета |
| --------------- | ------ | ---------------- | ---------------------- | ----------------- | ---------------- | -------- |
| 2015 Фалун      | —      | —                | 24                     | 24                | —                | —        |
| 2017 Лахти      | —      | —                | —                      | 32                | 16               | 7        |
| 2019 Зеефельд   | —      | —                | —                      | 5                 | 19               | 3        |
| 2021 Оберстдорф | —      | —                | 14                     | 12                | 13               | 3        |